# Jennifer Wenth
Jennifer Wenth (ur. 24 lipca 1991 w Wiedniu) – austriacka biegaczka średnio i długodystansowa, uczestniczka igrzysk w Rio de Janeiro.

## Kariera
Startowała także w biegach przełajowych. Na mistrzostwach Europy w Samokowie zajęła 18. miejsce.
Jest rekordzistką kraju w biegu na 5000 metrów na hali. Wielokrotna mistrzyni Austrii.
W 2018 ogłosiła zakończenie kariery z powodu licznych kontuzji.

### Sukcesy[2][3]
| Rok  | Zawody                      | Miejsce spotkania         | Pozycja | Konkurencja | Czas     |
| ---- | --------------------------- | ------------------------- | ------- | ----------- | -------- |
| 2009 | Mistrzostwa Europy juniorów | Novi Sad, Serbia          | 12      | 1500 m      | 4:31,37  |
| 2010 | Mistrzostwa świata juniorów | Moncton, Kanada           | 9       | 1500 m      | 4:22,39  |
| 2010 | Mistrzostwa świata juniorów | Moncton, Kanada           | 7       | 3000 m      | 9:09,20  |
| 2013 | Mistrzostwa Europy U23      | Tampere, Finlandia        | 14      | 5000 m      | 16:41,46 |
| 2014 | Mistrzostwa Europy          | Zurych, Szwajcaria        | 11      | 5000 m      | 15:47,61 |
| 2015 | Uniwersjada                 | Gwangju, Korea Południowa | 6       | 5000 m      | 16:07,24 |
| 2015 | Mistrzostwa świata          | Pekin, Chiny              | 15      | 5000 m      | 15:35,46 |
| 2016 | Igrzyska olimpijskie        | Rio de Janeiro, Brazylia  | 16      | 5000 m      | 15:56,11 |

## Źródła
- Oficjalna strona zawodniczki. jennifer-wenth.com. [zarchiwizowane z tego adresu (2017-04-10)].
- https://web.archive.org/web/20160529081503/http://www.oelv.at/athletes/details.php?id=5114
- Profil biegaczki w serwisie olympic.org